# Kadokawa Corporation
Kadokawa Corporation (jap. 株式会社KADOKAWA Kabushiki-gaisha Kadokawa) – japoński konglomerat mediowy z siedzibą w Tokio. Początki firmy sięgają 1945 roku; w obecnym kształcie funkcjonuje od 2014 roku. Działa w branży wydawniczej i filmowej.